# Iscrizione runica U 1043
L'iscrizione runica U 1043 è una pietra runica situata a Onslunda, nel distretto di Tensta, Uppland, in Svezia.

## Descrizione
La pietra runica è attribuita al maestro runico Åsmund Kåresson, che era attivo nella prima metà dell'XI secolo. L'iscrizione è in stile Pr3 - Pr4 (stile dell'Urnes) e include una raffigurazione stilizzata di una coppia durante impegnata nella penetrazione sessuale. Alcuni storici hanno affermato che la coppia non doveva apparire nel disegno originale perché sarebbe stato atipico per il periodo e per la regione.

## Iscrizione

### Traslitterazione delle rune in caratteri latini
u[lfr *] auk ' kuþfastr ' auk| |kuþ[muntr ' þ-... ...it]u rita stin þino ' aftiR ufih ' fa[þ]ur s(i)n ' kuþ hinlbi ont (h)-ns

### Trascrizione in norreno
Ulfr ok Guðfastr ok Guðmundr þ[eir l]étu rétta stein þenna eptir Ófeig, fôður sinn. Guð hjalpi ônd h[a]ns.

### Traduzione in italiano
Ulfr e Guðfastr e Guðmundr, loro hanno eretto questa pietra in memoria di Ófeigr, loro padre. Che Dio aiuti il suo spirito.